# Manuel Elías Bonnemaison
Manuel Elías Bonnemaison Torres (Lima, 27 de marzo de 1862-Lima, 17 de febrero de 1961) fue un marino y  embajador peruano. Fue el último sobreviviente del combate de Angamos.

## Biografía
Manuel Elías Bonnemaison Torres fue hijo de Gumercinda Torres y Juan Elías Bonnemaison, ingeniero. Contrajo matrimonio con Paulina Tarnassi, teniendo descendencia.

## Carrera militar
Fue alumno de la Escuela Naval, en la cual estudió hasta obtener el grado de Guardiamarina en 1879. Participó en la Campaña naval de la Guerra del Pacífico.
Embarcado en el Huáscar, como aspirante de marina, asistió a todas las Correrías del Huáscar hasta el día 8 de octubre de 1879 en el Combate Naval de Angamos a la edad de 17 años. Después de Angamos permaneció prisionero en Chile hasta enero de 1880. Reincorporado al servicio activo, se embarcó en el Vapor capturado Rímac, asistiendo a los bombardeos del Callao y comandando las Lanchas "Amo", "Urcos" e "Independencia". Al iniciarse la defensa de Lima fue trasladado al Cerro "El Pino", como jefe de la batería sur, asistiendo a la Batalla de Miraflores.
Servicios militares
- 21 de mayo de 1879: combate naval de Iquique.[2]
- 25 de mayo de 1879: apresamiento y destrucción del Bergantín Recuperado y de la Goleta Clorinda que fue enviada al Callao.
- 26 de mayo de 1879: primer combate naval de Antofagasta.[2]
- 27 de mayo de 1879: destrucción del cable submarino en Antofagasta.
- 28 de mayo de 1879: apresamiento de la Goleta Coqueta y de la barca Emilia.
- 3 de junio de 1879: combate con el Blanco Encalada y la Magallanes.[2]
- 9 de julio de 1879: Rompimiento del bloqueo de Iquique establecido por la escuadra chilena.
- 10 de julio de 1879: segundo combate naval de Iquique.[2]
- 19 de julio de 1879: apresamiento de la fragata Adelaida Rojas.
- 20 de julio de 1879: apresamiento del Bergantín El Saucy Jack.
- 23 de julio de 1879: captura del vapor Rímac.[2]
- 24 de agosto de 1879: entrada nocturna a Antofagasta. Maniobras de Fermín Diez Canseco Coloma, Elías Bonnemaison y Nogueras.
- 28 de agosto de 1879: segundo combate naval de Antofagasta.
- 8 de octubre de 1879: combate naval de Angamos.[2]

## Carrera diplomática

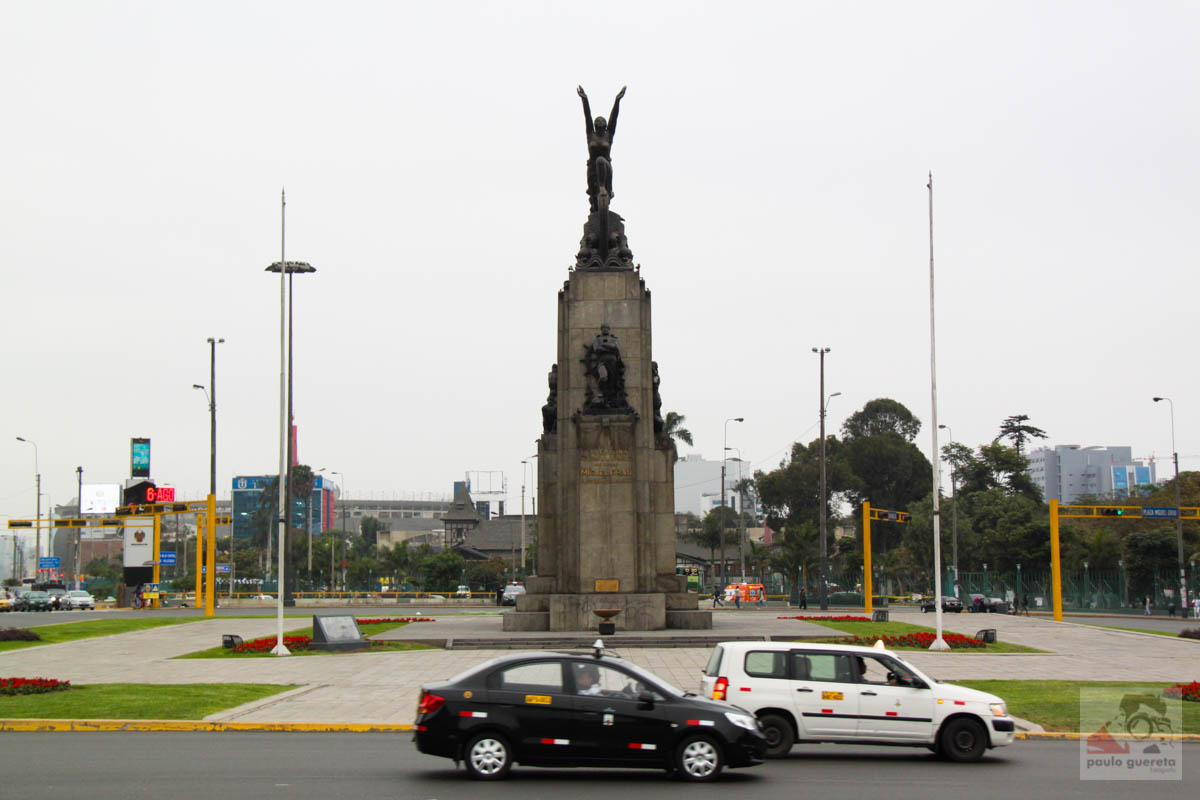
Plaza Grau.

En 1904 inició su carrera de diplomático como cónsul general del Perú en Argentina, desempeñando en 1925 el cargo de embajador en Bolivia y embajador extraordinario en Japón.
Años después de la guerra, estudió ingeniería en Suiza y sirvió en la legación del Perú en Londres. De 1904 a 1921 fue cónsul general en Buenos Aires y en 1929 ministro plenipotenciario en China y Japón. Desde el 2 de junio de 1925 hasta el 9 de agosto de 1929 fue enviado extraordinario y Ministro Plenipotenciario  en La Paz. En 1945 fue cónsul general de segunda clase en Nueva Orleans. En sus últimos años de vida fue homenajeado como el último sobreviviente de Angamos.
La plaza Grau fue inaugurada el 28 de octubre de 1946. La ceremonia empezó con un minuto de silencio en memoria del héroe de Angamos. Con la presencia del presidente Bustamante y Rivero. Al alférez de fragata Manuel Elías Bonnemaison, le correspondió el honor de descorrer el velo que cubría al monumento del Almirante Miguel Grau.